# Semniomima anubisalis
Semniomima anubisalis is een vlinder uit de familie van de grasmotten (Crambidae). De wetenschappelijke naam van deze soort is voor het eerst voorgesteld als Noctuelia anubisalis door William Schaus in een publicatie uit 1934.
De soort komt voor in Brazilië.